# Breuil-Barret
Breuil-Barret är en kommun i departementet Vendée i regionen Pays de la Loire i västra Frankrike. Kommunen ligger i kantonen La Châtaigneraie som tillhör arrondissementet Fontenay-le-Comte. År 2019 hade Breuil-Barret 590 invånare.

## Befolkningsutveckling
Antalet invånare i kommunen Breuil-Barret
| Referens: INSEE |